# Langston Hall
Langston Hall (Atlanta, Georgia, 1 de noviembre de 1991) es un jugador de baloncesto estadounidense que pertenece a la plantilla del ASK Karditsas B.C. de la A1 Ethniki griega. Con 1,93 metros de estatura, juega en la posición de base.

## Trayectoria deportiva

### Universidad
Jugó durante cuatro temporadas con los Bears de la Universidad Mercer, en las que promedió 11,4 puntos, 3,2 rebotes, 4,6 asistencias y 1,3 robos de balón por partido. Fue incluido en el mejor quinteto de la Atlantic Sun Conference en 2012 y 2014, en el segundo en 2013 y en el de novatos en 2011. En su última temporada fue además galardonado con el Premio al mejor Baloncestista Masculino del Año de la conferencia, y el Premio Lou Henson al mejor jugador de las universidades denominadas mid-major, todas aquellas no incluidas en las seis conferencias principales de la División I de la NCAA.

### Profesional
Tras no ser elegido en el Draft de la NBA de 2014, se unió a los Miami Heat para disputar las Ligas de Verano de la NBA. En el mes de julio firmó su primer contrato profesional con el Giorgio Tesi Pistoia de la Lega Basket Serie A italiana, donde jugó una temporada en la que promedió 7,5 puntos y 5,1 asistencias por partido.
El 1 de julio de 2015 firmó un contrato de una temporada con opción a una segunda con el Pallacanestro Cantù, pero únicamente llegó a disputar siete partidos, en los que promedió 8,1 puntos y 3,9 asistencias, antes de desvincularse del equipo en el mes de diciembre para fichar por el Telekom Baskets Bonn alemán. Allí acabó la temporada promediando 4,3 puntos y 4,1 asistencias por partido.
El 24 de julio de 2016 fichó por el Kolossos Rodou BC de la liga griega.
Durante la temporada 2019-20, en las filas del Promitheas Patras B.C., Hall promerdia 11.4 puntos y 5.7 asistencias en la EuroCup, y 9.5 puntos y 6.5 asistencias en la HEBA.
En julio de 2020, se compromete por una temporada con Estrella Roja de la ABA Liga.
El 12 de julio de 2021, firma por el Bahçeşehir Koleji S.K. de la BSL turca.
En la temporada 2023-24, firma por el AEK B.C. de la A1 Ethniki griega.